# Klęśnik (kolonia)
Klęśnik – kolonia w Polsce, położona w województwie wielkopolskim, w powiecie pilskim, w gminie Szydłowo. Miejscowość wchodzi w skład sołectwa Skrzatusz.
W latach 1975–1998 miejscowość administracyjnie należała do województwa pilskiego.